# Organossilício

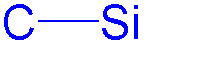
Uma ligação carbono-silício presente em todos os compostos de organossilício

Compostos de organossilício são compostos organometálicos contendo ligações carbono - silício . Química de organossilício é a ciência correspondente de sua preparação e propriedades. A maioria dos compostos de organossilício é semelhante aos compostos orgânicos comuns, sendo incolor, inflamável, hidrofóbico e estável ao ar. Carboneto de silício é um composto inorgânico. 

## Ocorrência e aplicações
Os compostos de organossilício são largamente encontrados em produtos comerciais. Os mais comuns são selantes, calafetagens, adesivos e revestimentos feitos de silicones . Outros usos importantes incluem a síntese de silsesquioxanos oligoméricos poliédricos, adjuvantes agrícolas e de controle de plantas comumente usados em conjunto com herbicidas e fungicidas . 

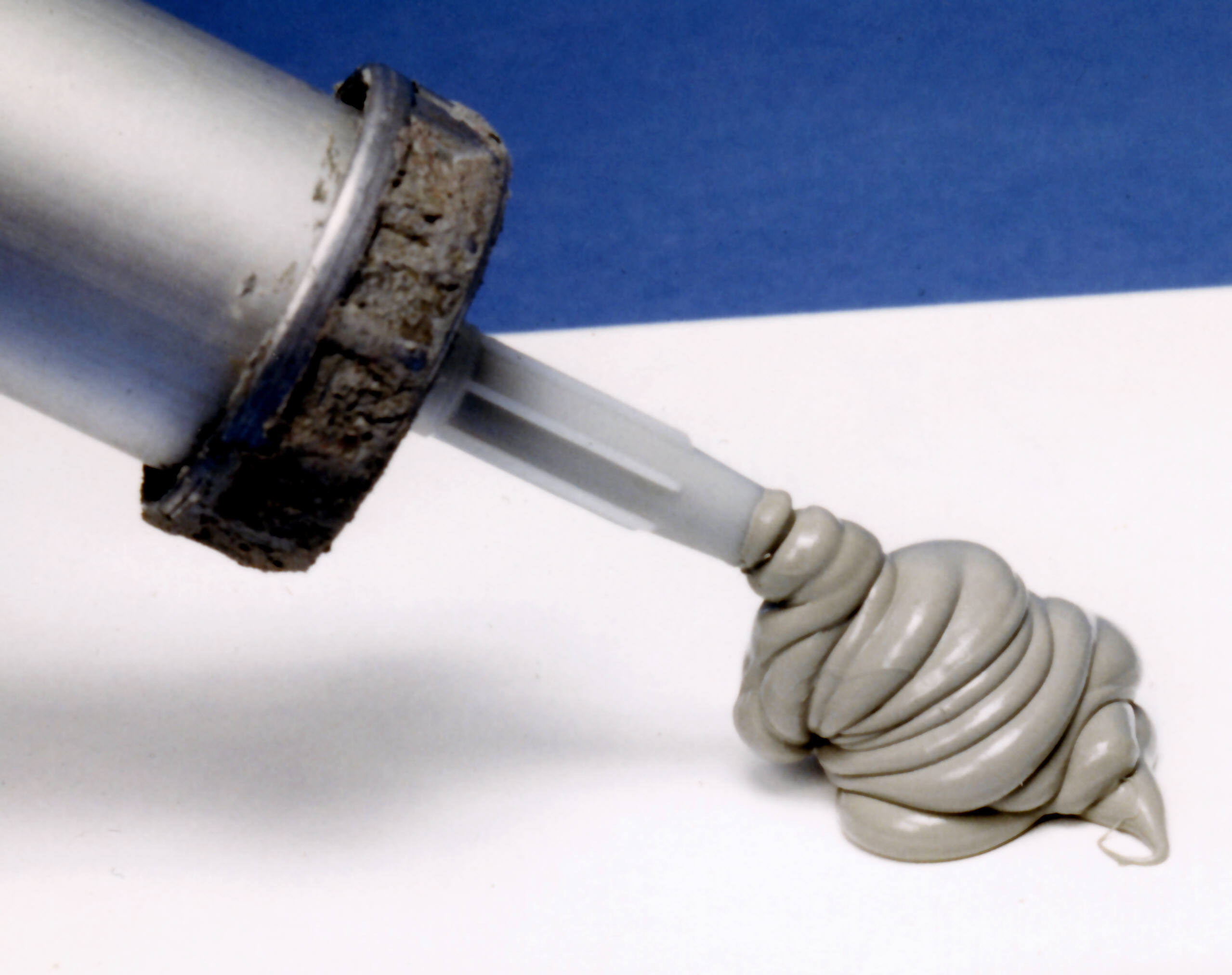
A calafetagem de silicone, vedantes comerciais, é composta principalmente de compostos de organossilício.

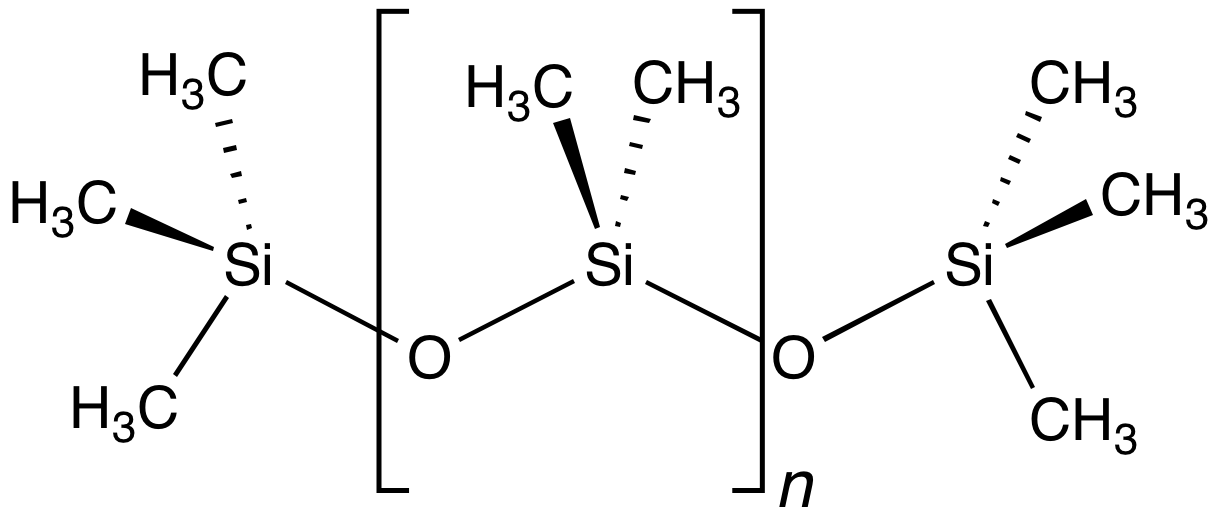
O polidimetilsiloxano (PDMS) é o principal componente dos silicones.

### Biologia e medicina
As ligações carbono-silício estão ausentes na biologia .   Os silicatos, por outro lado, têm existência conhecida nas diatomáceas .  O silafluofeno é um composto de organossilício que funciona como um inseticida piretróide . Vários compostos de organossilício foram investigados como fármacos.  